# Halič
Halič (ungarisch Gács) ist eine Gemeinde in der Südslowakei mit 1656 Einwohnern (Stand 31. Dezember 2024). Sie liegt im Talkessel Lučenská kotlina, 8 km westlich von Lučenec entfernt.

## Geschichte

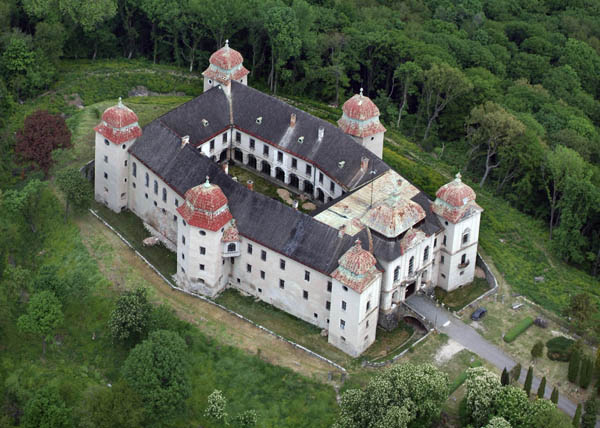
Luftbild des Schlosses

Der Ort wurde 1299 erstmals schriftlich als Holuch erwähnt und entstand am Fuße der gleichnamigen Burg, die im 16. Jahrhundert zerstört wurde. Das Schloss Halič wurde 1612 an Stelle der Burg im Renaissancestil erbaut und im 18. Jahrhundert im Barockstil umgestaltet.
Von 1938 bis 1945 gehörte der Ort auf Grund des Ersten Wiener Schiedsspruches zu Ungarn.
Von 1906 bis 1967 besaß die Stadt einen Bahnhof an der Bahnstrecke Lučenec–Halič.

## Bevölkerung
| Jahr                | 1994 | 2004    | 2014    | 2024    |
| ------------------- | ---- | ------- | ------- | ------- |
| Anzahl der Personen | 1547 | 1697    | 1670    | 1656    |
| Unterschied         |      | +9,69 % | −1,59 % | −0,83 % |

| Jahr                | 2023 | 2024    |
| ------------------- | ---- | ------- |
| Anzahl der Personen | 1647 | 1656    |
| Unterschied         |      | +0,54 % |